# Giancarlo Vitali
Giancarlo Vitali (Bellano, 29 novembre 1929 – Bellano, 25 luglio 2018) è stato un pittore italiano contemporaneo.

## Biografia
Nasce a Bellano sulla sponda lecchese del Lago di Como, in una famiglia di pescatori. Inizia a dipingere a quindici anni, dopo un periodo di lavoro all'Istituto d'Arti grafiche di Bergamo. 
Espone la sua prima opera all'Angelicum di Milano nel 1947 in occasione della Biennale d'Arte Sacra.
Nel 1949, partecipa alla stessa Biennale con due opere, Visitazione e Cena in Emmaus e riceve calorosi apprezzamenti da Carlo Carrà. Rinuncia alla borsa di studio all'accademia di Brera vista l'impossibilità da parte della famiglia di mantenerlo a Milano. Per Vitali pittore si apre a questo punto una lunga parentesi di silenzio.
Inizia l'attività d'incisore nel 1981 su sollecitazione del figlio Velasco, anch'egli pittore.
È il 1983 quando Giovanni Testori, avendo visto per caso la riproduzione di un coniglio squartato, gli fa visita. Nasce da questo incontro un rapporto di reciproca stima che si trasforma presto in una grande amicizia. L'anno successivo Testori gli dedica un articolo sulla terza pagina del Corriere della Sera e organizza a Milano (1985) quella che si può considerare la prima personale. Nel 1987 la grande mostra di Lecco La famiglia dei ritratti, curata sempre da Testori al Museo di Villa Manzoni, a Lecco appunto. Da quel momento espone in molte sedi sia pubbliche che private e dà alle stampe numerosi cataloghi e cartelle di incisione.
Alla fine degli anni ottanta esegue alcune opere pubbliche e, tra queste, i ritratti di benefattori dell'Ospedale Maggiore di Milano per la quadreria della Ca' Granda.

## Mostre
- 2017 - Giancarlo Vitali. Time Out, Milano, Palazzo Reale, Castello Sforzesco e Museo di storia Naturale. A cura di Velasco Vitali.
- 2008 - Ritratto di pollame, carne, rose e girasoli. Casa dei costruttori, Lecco. A cura di Carlo Bertelli e Mario Botta. Allestimento Mario Botta.
- 2007 - Giancarlo Vitali opere, Istituto Italiano di Cultura - Madrid.
- 2005 - Cartella Clinica, diario di un soggiorno indesiderato. Dipinti e disegni nell'aula magna dell'Ospedale di Lecco.
- 2003 - L'Oltranza della pittura, in ricordo di Giovanni Testori. Spazio Cinquesensi, Milano.
- 2002 - La musica dipinta, disegni e oli. Spazio Cinquesensi - Milano.
- 2001 - Giancarlo Vitali - D'après, Arsmedia – Bergamo; nel 2002 arricchita di disegni e olii, la stessa mostra viene riproposta dalla Compagnia del disegno - Milano.
- 2000 - Il Paese del Pittore, omaggio del Comune di Bellano in occasione dei settant'anni. Spazi industriali dell'ex Cotonificio Cantoni.
- 2000 - Lunario Minimo, organizzata dal Comune di Cento in collaborazione con Promoart di Ferrara, chiesa sconsacrata di San Lorenzo.
- 1999 - La Biblioteca Comunale di Milano allestisce a palazzo Sormani una mostra, presentata da Giancarlo Consonni, con più di 100 opere su carta. La Galleria del Cantico del convento di San Damiano ad Assisi ospita la mostra Le stagioni della Vita, presentata da Domenico Montalto.
- 1997 - La Memoria Sottile, Musei Civici di Lecco. Oltre cento disegni.
- 1996 - Una grande antologia curata da Marco Goldin, è allestita a palazzo Sarcinelli di Conegliano.
- 1994 – Giancarlo Vitali, Antologica dell'opera incisa organizzata dalla Civica Raccolta Bertarelli nella sala Castellana del Castello Sforzesco di Milano.
- 1991 - Le forme del tempo, omaggio alla figura “dell'abate-paleontologo” Antonio Stoppani. Musei Civici di Lecco, Villa Manzoni e Galleria Bellinzona.
- 1987 - La famiglia dei ritratti, curata ancora da Testori e allestita dai Musei Civici di Lecco.
- 1985 - Giancarlo Vitali, a cura di Giovanni Testori. La Compagnia del Disegno, Milano. Si può considerare la prima personale. In questi anni seguiranno altre mostre in località diverse.

## Pubblicazioni
- Giancarlo Vitali, Time Out. A cura di Velasco Vitali. Skira editore. 2017.
- Mortality Vitali. A cura di Peter Greenaway. Cinquesensi editore, 2017.
- Ritratto di pollame, carne, rose e girasoli. Editore Motta, Milano. 2008. A cura di Carlo Bertelli e Mario Botta. Allestimento Mario Botta
- Giancarlo Vitali, dipinti, incisioni e disegni. Testi di Leonardo Castellucci. Florence packaging. 2007.
- Cartella Clinica. Testo critico di Marco Vallora. Testi di Giancarlo Vitali e Andrea Vitali. A cura dell'Ospedale Manzoni di Lecco. Editore Cattaneo, 2005.
- Dono di luoghi. Poesie di Giancarlo Consonni. A cura dell'Associazione Costruttori di Lecco. Edizioni Itaca, 2004.
- L'Oltranza della pittura. Raccolta degli scritti di Giovanni Testori sull'opera di Giancarlo Vitali. Edizioni Itaca, 2003.
- D'Après. Prefazione di Giuliano Collina, testo critico di Giovanni Testori. Edizioni Itaca, 2001.
- Il paese del pittore. Testo critico di Marco Fragonara, una poesia di Tonino Guerra e un testo di Andrea Vitali. DeAgostini Rizzoli, 2000.
- Lunario Minimo. introduzione di Ludovico Pratesi, editore DeAgostini Rizzoli, 2000.
- Le stagioni della vita. Prefazione di Domenico Montalto. Edizioni Itaca, 1999.
- La Memoria Sottile. Testi di Tiziana Rota, Marco Carminati e poesie di Valerio Magrelli. Edizioni Itaca. 1997.
- Vitali : opere 1945-1995. A cura di Marco Goldin. Electa, 1996.
- Catalogo generale dell'opera incisa. A cura di Paolo Bellini (docente di storia del disegno all'Università cattolica di Milano, direttore di Grafica d'Arte. Unico italiano a collaborare all'Illustrated Bartsch). Edizioni Bellinzona - Linati – Stefanoni, 1994.
- Le forme del tempo. Introduzione di Alberto Longatti. Edizioni Bellinzona, 1991.
- La famiglia dei ritratti. Testo critico di Giovanni Testori. Electa, 1987.
- Giancarlo Vitali. A cura di Giovanni Testori. Edizioni La Compagnia del Disegno - Milano, 1985.

## Edizioni

### Cartelle di incisioni
- Suovetaurilia, 6 incisioni. Testo di Carlo Bertelli, edizioni Itaca – Milano 2008.
- Abitare, edita dall'Associazione costruttori edili della provincia di Lecco con 6 incisioni. Testo di Mario Botta, 2006.
- Omaggio al cantiere, Edita dall'Associazione costruttori edili della provincia di Lecco con 5 incisioni. Testo di Mario Sangiorgio. 2004.
- Concerto, 8 incisioni più 8 poesie di Giancarlo Consonni (poeta e architetto, docente di Urbanistica al Politecnico di Milano), prefazione di Marco Vallora. 2002.
- Bestiario, 8 poesie di Giancarlo Consonni e 8 incisioni di Giancarlo Vitali con introduzione di Gina Lagorio, edizioni Itaca - Milano. 1999.
- Le forme del tempo, introduzione di Alberto Longatti. Edizioni Bellinzona 1991.
- Tommaso Grossi, 2 incisioni per 2 poesie. Introduzione Gianfranco Scotti. Lions Club. 1991.
- Il mio museo quotidiano, presentata da Giovanni Testori e stampata da Bandini. Edizioni Bellinzona. 1985.
- Poesie per il Trittico del toro, 3 poesie di Giovanni Testori accompagnate da un'incisione di Giancarlo Vitali. Edizioni La compagnia del disegno. 1985.
- Il mio paese del lago, presentata da Gianni Brera e stampata da Giorgio Upiglio per le Edizioni Bellinzona. 1982.

## Libri d'artista
- Maschere, di Henri de Régnier con 2 acqueforti originali.
- Attorno al tavolo, 11 incisioni e 9 poesie di Franco Loi. Tavolo Rosso – Stamperia Albicocco – Udine. 2003.
- Guardare i Tramonti, una poesia di Tonino Guerra e 9 incisioni di Vitali, edizioni Gibralfaro, Verona. 2000.